# Bettie Page

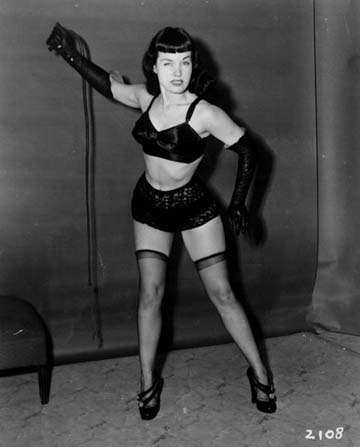
Bettie Page med en piska.

Bettie Mae Page, 22 april 1923 i Nashville i Tennessee, död 11 december 2008 i Los Angeles i Kalifornien, var en amerikansk fotomodell och pinuppartist. Hennes bilder betraktas än idag som höjdpunkter inom bondage- och fetisch-fotografihistorien.

## Biografi

### Modellkarriär
Page arbetade i New York som sekreterare när hon 1950 upptäcktes av en fotograf på stranden vid Coney Island i Brooklyn. Page gick med på att posera naken och bilderna fick stor spridning. Särskilt uppmärksammade blev foton med BDSM-motiv, bland annat för John Willies fetischmagasin Bizarre.
Page medverkade i många pinup-magasin. Den kanske största publiceringen var när hon var Playboys Playmate of the Month i januari 1955.

### Senare liv
Efter flera misslyckade äktenskap flyttade Page till Florida i slutet av 1950-talet. 1959 blev hon frälst; hon engagerade sig därefter kyrkligt och bröt med sitt tidigare liv. Hon genomled även perioder av psykisk sjukdom och diagnosticerades med schizofreni. Periodvis led hon även av depressioner och humörsvängningar, och under en period lades hon in för behandling på ett mentalsjukhus.
Bettie Page återvände i viss mån till offentligheten under 1990-talet och började återigen ge intervjuer.
Bettie Page drabbades av lunginflammation följt av en hjärtinfarkt och avled efter en tid i respirator. 

## Bettie Page i kulturen
Det har gjorts två spelfilmer, The Notorious Bettie Page och Bettie Page: Dark Angel, samt en dokumentär, Betty Page: Pinup Queen, om hennes liv. 